# Louis Hardouin Tarbé
Louis Hardouin Tarbé (Sens, 1753 – 1806) è stato un politico e avvocato francese.

## Biografia
Louis Hardouin Tarbé, nato a Sens nel 1753, morto nel 1806, avvocato francese.
Cancelliere capo delle Finanze sotto Jacques Necker e Charles Alexandre de Calonne, divenne direttore delle entrate sotto il Contrôleur général des finances Claude Antoine de Valdec de Lessart. Luigi XVI lo nomina il 18 maggio 1791, Contrôleur général al ministero delle finanze. Fu lui che ha organizzato la nuova amministrazione delle finanze. Molto legato al re, vicino ai Foglianti, ha lasciato il ministero con loro nel marzo 1792 per fare posto ai Girondini. Proscritto il 15 agosto 1792, riuscì a nascondersi rifiutando poi qualsiasi incarico; anche se venne inserita la sua candidatura dal Consiglio dei Cinquecento nella lista dei candidati per il Direttorio.

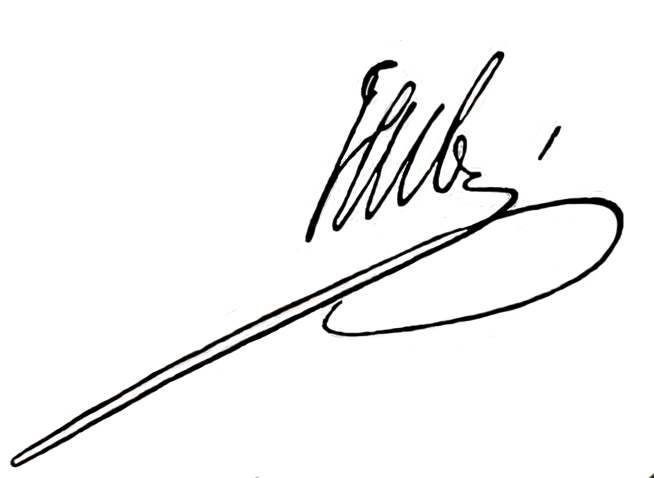
Firma di Louis Hardouin Tarbé